# Beckmann-Umlagerung
Die Beckmann-Umlagerung ist eine Namensreaktion aus dem Bereich der organischen Chemie und wurde nach ihrem Entdecker, dem deutschen Chemiker  Ernst Otto Beckmann (1853–1923), benannt. Die Umlagerung wird zur Synthese von Carbonsäureamiden eingesetzt.

## Übersichtsreaktion
In dieser Reaktion erfolgt eine durch Säuren katalysierte Umwandlung von Ketoximen bzw. Aldoximen in Carbonsäureamide. Durch weiterführende Hydrolyse führt die Beckmann-Umlagerung bei Aldoximen letztlich zum Amid.
Falls es sich um ein Ketoxim handelt, sind R1 und R2 Organylreste. Bei Aldoximen ist eine der Restgruppen ein Wasserstoffatom.

## Reaktionsmechanismus
Die Beckmann-Umlagerung beginnt mit der Protonierung des Ketoxims an der Hydroxygruppe. Das Wasser wird abgespalten und einer der beiden Reste wandert zum Stickstoff. Es wandert immer die Gruppe, die trans-ständig zur Hydroxygruppe angeordnet ist. Nach nucleophilem Angriff von Wasser und Deprotonierung entsteht die Iminolform, welche anschließend zum Säureamid tautomerisiert. Da die Oximgruppe am Stickstoff gewinkelt ist, liegen bei unterschiedlichen Resten R1 und R2 (E/Z)-Isomere vor.
Die Darstellung von Nitrilen durch „Entwässerung“ von Aldoximen mit z. B. Phosphorpentachlorid, PCl5, beruht auf einem analogen Mechanismus:

## Anwendung
Die Beckmann-Umlagerung besitzt Bedeutung bei der technischen Herstellung von ε-Caprolactam, dem Ausgangsstoff zur Perlon-Produktion. Hierbei wird Cyclohexanonoxim in Gegenwart von Schwefelsäure umgelagert: